# (6604) Ilias
(6604) Ilias est un astéroïde de la ceinture principale.

## Description
(6604) Ilias est un astéroïde de la ceinture principale d'astéroïdes. Il fut découvert le 16 août 1990 à La Silla par Eric Walter Elst.
Il fut nommé après le poème épique l'Iliade.
Il présente une orbite caractérisée par un demi-grand axe de 2,78 UA, une excentricité de 0,05 et une inclinaison de 6,4° par rapport à l'écliptique.

## Compléments